# Campeonato Mundial de Natação em Piscina Curta de 2022 - 100 m peito masculino
A prova dos 100 metros nado peito masculino do Campeonato Mundial de Natação em Piscina Curta de 2022 foi disputada entre os dias 14 e 15 de dezembro de 2022, no Melbourne Sports and Aquatics Centre, em Melbourne, na Austrália.

## Recordes
Antes desta competição, os recordes mundiais e do campeonato nesta prova eram os seguintes:
|                       | Nome             | Nacionalidade | Tempo | Local     | Data                   |
| --------------------- | ---------------- | ------------- | ----- | --------- | ---------------------- |
| Recorde mundial       | Ilya Shymanovich | Bielorrússia  | 55.28 | Eindhoven | 26 de novembro de 2021 |
| Recorde do campeonato | Ilya Shymanovich | Bielorrússia  | 55.70 | Abu Dhabi | 17 de dezembro de 2021 |

## Medalhistas
| Ouro           | Prata                    | Bronze           |
| Nic Fink (USA) | Nicolò Martinenghi (ITA) | Adam Peaty (GBR) |

## Cronograma
Todos os horários são locais (UTC+11). 
| Data           | Hora  | Evento        |
| -------------- | ----- | ------------- |
| 14 de dezembro | 12:50 | Eliminatórias |
| 14 de dezembro | 20:57 | Semifinal     |
| 15 de dezembro | 20:44 | Final         |

## Resultados

### Eliminatórias
As eliminatórias ocorreram no dia 14 de dezembro com início às 12:50.
| Colocação | Bateria | Raia | Nadador                  | Nacionalidade                   | Tempo   | Notas            |
| --------- | ------- | ---- | ------------------------ | ------------------------------- | ------- | ---------------- |
| 1         | 7       | 4    | Nicolò Martinenghi       | Itália                          | 56.60   | Q                |
| 2         | 6       | 4    | Yuya Hinomoto            | Japão                           | 56.62   | Q                |
| 3         | 7       | 5    | Qin Haiyang              | China                           | 56.66   | Q                |
| 4         | 7       | 2    | Adam Peaty               | Reino Unido                     | 56.81   | Q                |
| 5         | 8       | 4    | Nic Fink                 | Estados Unidos                  | 57.02   | Q                |
| 6         | 6       | 3    | Ippei Watanabe           | Japão                           | 57.11   | Q                |
| 7         | 7       | 7    | Antoine Viquerat         | França                          | 57.18   | Q                |
| 8         | 7       | 1    | Lucas Matzerath          | Alemanha                        | 57.22   | Q                |
| 9         | 8       | 3    | Simone Cerasuolo         | Itália                          | 57.24   | Q                |
| 10        | 8       | 2    | Caspar Corbeau           | Países Baixos                   | 57.53   | Q                |
| 11        | 7       | 3    | Bernhard Reitshammer     | Áustria                         | 57.66   | Q                |
| 12        | 6       | 1    | Carl Aitkaci             | França                          | 57.68   | Q                |
| 13        | 8       | 5    | Emre Sakçı               | Turquia                         | 57.70   | Q                |
| 14        | 7       | 8    | Joshua Yong              | Austrália                       | 57.77   | Q                |
| 15        | 7       | 6    | Caio Pumputis            | Brasil                          | 57.78   | Q                |
| 16        | 8       | 8    | Matěj Zábojník           | Chéquia                         | 57.87   | Q                |
| 17        | 6       | 5    | Sun Jiajun               | China                           | 57.92   |                  |
| 18        | 5       | 4    | Chao Man Hou             | Macau                           | 58.01   | Recorde nacional |
| 18        | 6       | 7    | Anton McKee              | Islândia                        | 58.01   |                  |
| 20        | 6       | 2    | Erik Persson             | Suécia                          | 58.05   |                  |
| 21        | 4       | 7    | Josh Gilbert             | Nova Zelândia                   | 58.06   |                  |
| 22        | 5       | 1    | Maximillian Ang          | Singapura                       | 58.10   | Recorde nacional |
| 23        | 8       | 6    | Sam Williamson           | Austrália                       | 58.13   |                  |
| 24        | 5       | 2    | Denis Petrashov          | Quirguistão                     | 58.21   | Recorde nacional |
| 25        | 8       | 1    | Michael Andrew           | Estados Unidos                  | 58.22   |                  |
| 26        | 6       | 6    | Berkay Ömer Öğretir      | Turquia                         | 58.27   |                  |
| 27        | 6       | 8    | Peter John Stevens       | Eslovênia                       | 58.31   |                  |
| 28        | 4       | 3    | James Dergousoff         | Canadá                          | 58.50   |                  |
| 29        | 3       | 1    | Tonislav Sabev           | Bulgária                        | 58.58   |                  |
| 30        | 8       | 7    | Andrius Šidlauskas       | Lituânia                        | 58.60   |                  |
| 31        | 4       | 1    | Jorge Murillo            | Colômbia                        | 58.83   | Recorde nacional |
| 32        | 4       | 5    | Ádám Halás               | Eslováquia                      | 59.12   |                  |
| 33        | 5       | 3    | Christoffer Haarsaker    | Noruega                         | 59.13   |                  |
| 34        | 4       | 4    | Julio Horrego            | Honduras                        | 59.22   |                  |
| 35        | 4       | 2    | Volodymyr Lisovets       | Ucrânia                         | 59.55   |                  |
| 36        | 4       | 6    | Youssef El-Kamash        | Egito                           | 59.61   |                  |
| 36        | 4       | 8    | Adam Chillingworth       | Hong Kong                       | 59.61   |                  |
| 38        | 5       | 6    | Josué Domínguez          | República Dominicana            | 59.73   |                  |
| 39        | 5       | 8    | Jadon Wuilliez           | Antilhas Holandesas             | 1:00.00 |                  |
| 40        | 2       | 3    | Cai Bing-rong            | Taipé Chinesa                   | 1:00.16 |                  |
| 41        | 2       | 6    | Rashed Al-Tarmoom        | Kuwait                          | 1:00.22 | Recorde nacional |
| 42        | 3       | 7    | Ronan Wantenaar          | Namíbia                         | 1:00.35 | Recorde nacional |
| 43        | 3       | 6    | Kian Keylock             | África do Sul                   | 1:00.60 |                  |
| 44        | 3       | 5    | Jonathan Cook            | Filipinas                       | 1:00.87 |                  |
| 45        | 3       | 8    | Adrian Robinson          | Botswana                        | 1:00.90 | Recorde nacional |
| 46        | 3       | 4    | Daniils Bobrovs          | Letônia                         | 1:01.02 |                  |
| 47        | 3       | 2    | Alexandre Grand'Pierre   | Haiti                           | 1:01.07 | Recorde nacional |
| 48        | 2       | 4    | Liam O'Hara              | Zimbabwe                        | 1:01.31 |                  |
| 49        | 3       | 3    | Kiran Jasinghe           | Sri Lanka                       | 1:01.60 |                  |
| 50        | 2       | 5    | Jonathan Raharvel        | Madagáscar                      | 1:01.84 |                  |
| 51        | 2       | 1    | Brandon Schuster         | Samoa                           | 1:01.96 |                  |
| 52        | 2       | 2    | Tasi Limtiaco            | Estados Federados da Micronésia | 1:01.98 |                  |
| 53        | 1       | 1    | Sébastien Kouma          | Mali                            | 1:04.39 |                  |
| 54        | 2       | 8    | Omar Al-Hammadi          | Emirados Árabes Unidos          | 1:04.57 |                  |
| 55        | 2       | 7    | Muhammad Isa Ahmad       | Brunei                          | 1:05.15 |                  |
| 56        | 1       | 3    | Ahmed Al-Hasani          | Iraque                          | 1:06.77 |                  |
| 57        | 1       | 4    | Bikash Kumal             | Nepal                           | 1:07.50 |                  |
| 58        | 1       | 2    | Mohammed Al-Maher        | Arábia Saudita                  | 1:08.84 |                  |
| 59        | 1       | 5    | Carel Van Melvin Irakoze | Burundi                         | 1:10.11 |                  |
| 60        | 5       | 5    | Olli Kokko               | Finlândia                       | DSQ     | DSQ              |
| 60        | 5       | 7    | Carles Coll              | Espanha                         | DNS     | DNS              |

### Semifinal
A semifinal ocorreu no dia 14 de dezembro com início às 20:57.
| Colocação | Bateria | Raia | Nadador              | Nacionalidade  | Tempo | Notas |
| --------- | ------- | ---- | -------------------- | -------------- | ----- | ----- |
| 1         | 2       | 4    | Nicolò Martinenghi   | Itália         | 56.01 | Q     |
| 2         | 2       | 3    | Nic Fink             | Estados Unidos | 56.25 | Q     |
| 3         | 2       | 5    | Qin Haiyang          | China          | 56.38 | Q     |
| 4         | 1       | 5    | Adam Peaty           | Reino Unido    | 56.42 | Q     |
| 5         | 2       | 2    | Simone Cerasuolo     | Itália         | 56.71 | Q     |
| 6         | 1       | 4    | Yuya Hinomoto        | Japão          | 56.77 | Q     |
| 7         | 1       | 6    | Lucas Matzerath      | Alemanha       | 57.04 | Q     |
| 8         | 2       | 6    | Antoine Viquerat     | França         | 57.07 | Q     |
| 9         | 1       | 3    | Ippei Watanabe       | Japão          | 57.27 |       |
| 10        | 1       | 1    | Joshua Yong          | Austrália      | 57.34 |       |
| 11        | 2       | 8    | Caio Pumputis        | Brasil         | 57.59 |       |
| 12        | 2       | 1    | Emre Sakçı           | Turquia        | 57.65 |       |
| 13        | 1       | 2    | Caspar Corbeau       | Países Baixos  | 57.73 |       |
| 14        | 1       | 8    | Matěj Zábojník       | Chéquia        | 57.94 |       |
| 15        | 2       | 7    | Bernhard Reitshammer | Áustria        | 57.98 |       |
| 16        | 1       | 7    | Carl Aitkaci         | França         | 58.12 |       |

### Final
A final foi realizada no dia 15 de dezembro com início às 20:44.
| Colocação         | Raia | Nadador            | Nacionalidade  | Tempo | Notas |
| ----------------- | ---- | ------------------ | -------------- | ----- | ----- |
| Medalha de ouro   | 5    | Nic Fink           | Estados Unidos | 55.88 |       |
| Medalha de prata  | 4    | Nicolò Martinenghi | Itália         | 56.07 |       |
| Medalha de bronze | 6    | Adam Peaty         | Reino Unido    | 56.25 |       |
| 4                 | 3    | Qin Haiyang        | China          | 56.33 |       |
| 5                 | 8    | Antoine Viquerat   | França         | 56.98 |       |
| 6                 | 2    | Simone Cerasuolo   | Itália         | 56.99 |       |
| 7                 | 1    | Lucas Matzerath    | Alemanha       | 57.12 |       |
| 8                 | 7    | Yuya Hinomoto      | Japão          | 57.29 |       |

Legenda
| Recorde mundial       | Recorde mundial (World record)               |                       | Recorde africano                      | Recorde africano (African) |                                           | Q | Classificado por posição (Qualified) |
| Recorde do campeonato | Recorde do campeonato (Championship record)  | Recorde da América    | Recorde da América (Americas)         | q                          | Classificado por melhor tempo (Qualified) |   |                                      |
| Melhor marca do ano   | Melhor marca do ano (World leading)          | Recorde asiático      | Recorde asiático (Asian)              | DNS                        | Não largou (Did not start)                |   |                                      |
| Recorde nacional      | Recorde nacional (National record)           | Recorde europeu       | Recorde europeu (European)            | DNF                        | Não terminou (Did not finish)             |   |                                      |
| Recorde pessoal       | Recorde pessoal do atleta (Personal best)    | Recorde da Oceania    | Recorde da Oceania (Oceania)          | DSQ / DQ                   | Desclassificado (Disqualified)            |   |                                      |
| Recorde da temporada  | Recorde da temporada do atleta (Season best) | Recorde sul-americano | Recorde sul-americano (South America) | NM                         | Sem marca (No mark)                       |   |                                      |